# Luca (Viqueque)
Luca (Luka, Kibular, Quibular) ist ein osttimoresischer Suco im Verwaltungsamt Viqueque (Gemeinde Viqueque). Der Name leitet sich von „Luka“ ab, dem Tetum-Wort für „Maniok“.

## Geographie

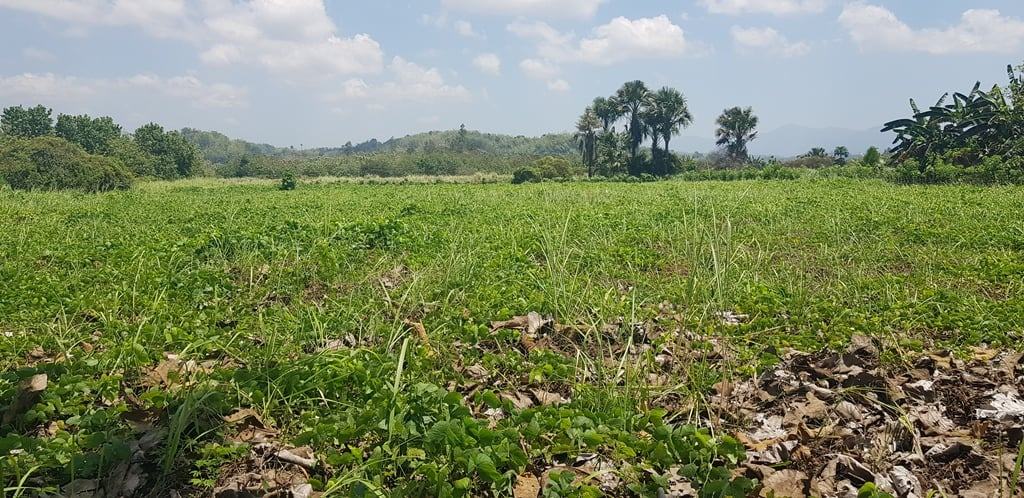
In Luca

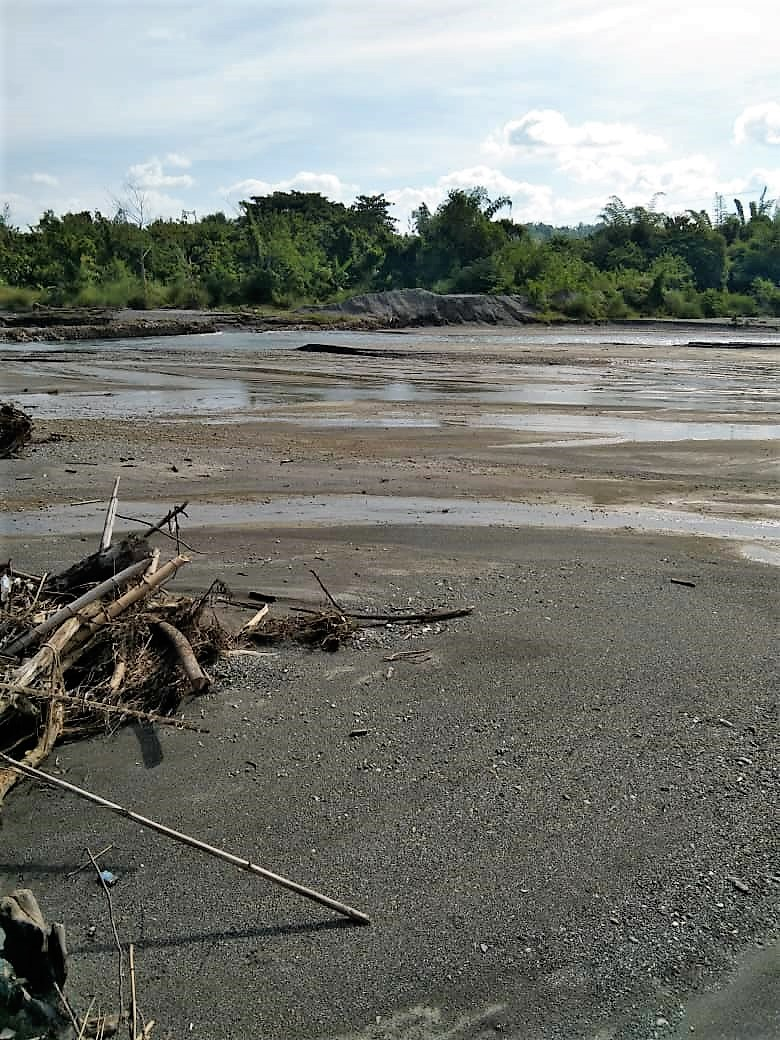
Der Fluss Tama in Luca

Vor der Gebietsreform 2015 hatte Luca eine Fläche von 119,44 km². Nun sind es 121,29 km². Der Suco liegt im Südwesten des Verwaltungsamts Viqueque, am Ufer der Timorsee im Süden. Östlich befinden sich die Sucos Bahalarauain und Bibileo, nördlich das Verwaltungsamt Lacluta mit seinen Sucos Ahic und Uma Tolu. Im Westen grenzt Luca an das Verwaltungsamt Barique (Gemeinde Manatuto) mit seinen Sucos Aubeon und Fatuwaque. Die Grenze bildet der größte Fluss der Region, der Dilor. Das Kap Ponta de Luca im Osten liegt bereits in Bibileo. An der Ostgrenze des Sucos liegt der See Lagoa Uafau, im Zentrum der Lagoa Cailao und an der Nordwestgrenze der Lagoa Fukira. Aus dem Cailao fließt ein Fluss, der in den Nunuc fließt. Der Nunuc mündet im Suco in die Timorsee, ebenso wie weiter östlich der Luca. Sein Seitenarm Tama versickert in der Ebene von Luca.
Quer durch den Suco führt die südliche Küstenstraße, eine der wichtigsten Verkehrswege von Osttimor. An ihr liegen die größeren Siedlungen Lucas, An der östlichen Grenze des Sucos zum Nachbar-Suco Bibileo liegen mehrere Orte, die zusammen ein geschlossenes Siedlungszentrum bilden: Dies sind Canlor, Uma Lor (Umalor), nach einigen Quellen außerdem Iramer und Uma Boot (Umabot, Uma Bot). Eine Quelle benennt den Ort im Zentrum, nah dem Lagoa Cailao, Uma Boot und nahe dem Lagoa Fukira, Iramer. Eine zweite Quelle legt die Orte zwar in das östliche Siedlungszentrum, legt aber auf die Lage des westlichen Iramer eine Grundschule und eine prä-sekundäre Schule und auf das Uma Boot im Zentrum eine Grundschule. Außerdem gibt es im östlichen Siedlungszentrum eine Grundschule und im Westen eine medizinische Station.
Im Suco befinden sich die vier Aldeias Canlor, Iramer, Uma Boot und Uma Lor.

## Einwohner
In Luca leben 3.263 Einwohner (2022), davon sind 1.652 Männer und 1.611 Frauen. Im Suco gibt es 661 Haushalte. Fast 93 % der Einwohner geben Tetum Terik als ihre Muttersprache an. Über 4 % sprechen Makasae, kleine Minderheiten Midiki, Kairui, Habun, Tetum Prasa oder Galoli.

## Geschichte

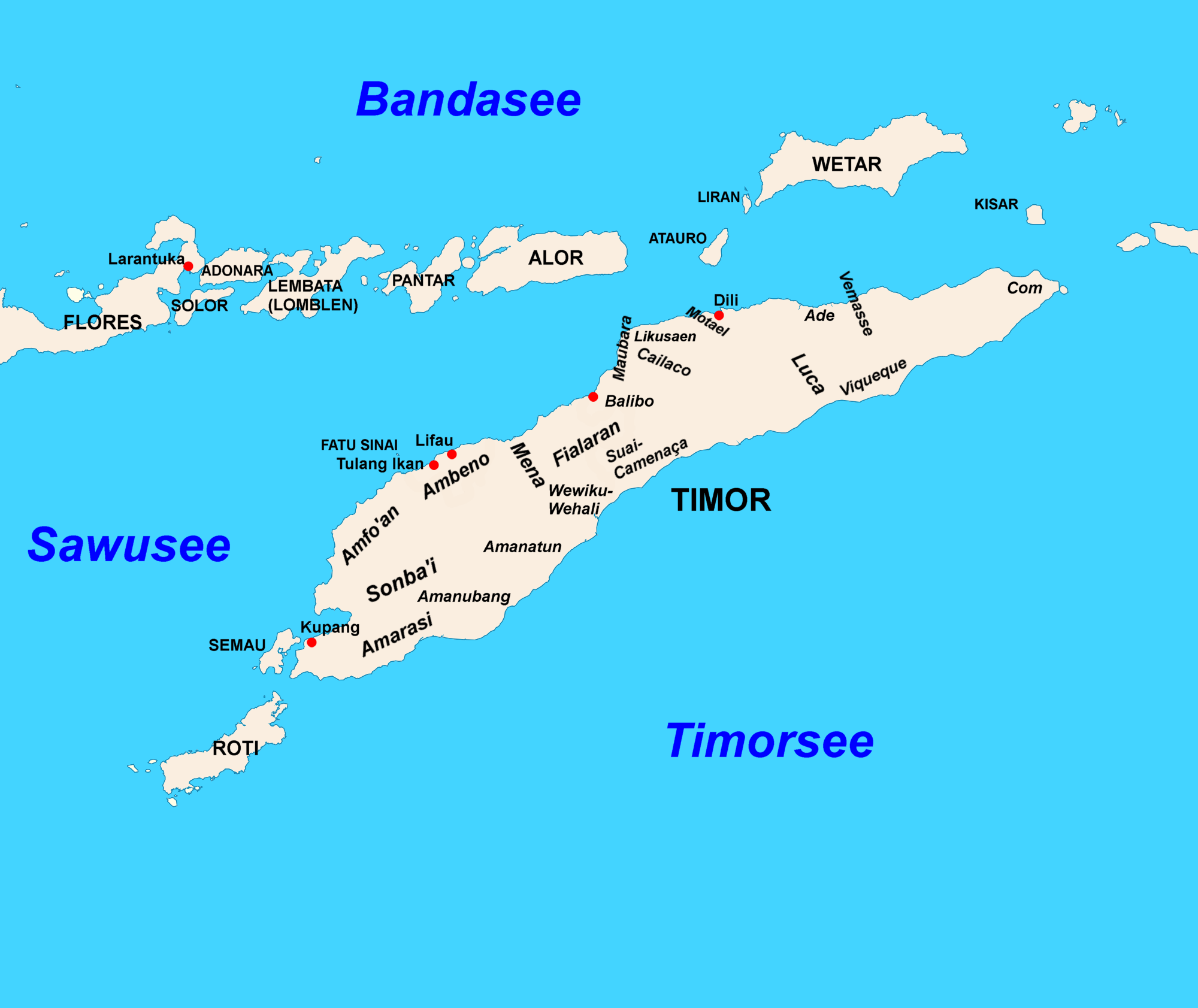
Die Reiche auf Timor um 1700

Das Reich von Luca erscheint auch auf einer Liste von Afonso de Castro, einem ehemaligen Gouverneur von Portugiesisch-Timor, der im Jahre 1868 47 Reiche im Ostteil der Insel aufführte, die von einem Liurai (timoresischen Kleinkönig) regiert wurden.
Nach den europäischen Quellen der damaligen Zeit beherrschte Luca oder Likusaen (heute: Liquiçá) den Osten der Insel. Sicher scheint, dass der Einfluss Lucas bis in den Norden der Insel ins heutige Baucau reichte. Mündliche Überlieferungen aus Ossorua und Babulo berichten von Bewohnern Lucas, die einst an die Küstenebenen Uato-Laris auswanderten und sich dort ansiedelten, nachdem ein Abkömmling des Luca-Reiches von den Portugiesen zum Herrscher von Uaitame und Vessoru gemacht wurde. Hier bilden sie einen Teil der heutigen Makasae-sprechenden Bevölkerung.
Der Dominikaner Manuel de Santo António ließ sich um 1700 hier nieder und bekehrte erfolgreich die Herrscher der Region zum Christentum. 1701 wurde er zum Bischof von Malakka ernannt. Seinen Sitz behielt er auf Timor und war somit der erste Bischof auf der Insel.
1777 (nach anderen Quellen 1776, 1779 oder 1781) erhob sich das Reich von Luca, aufgrund von Repressionen gegen die animistischen Religion, in einer bis 1785 dauernden Revolte gegen die portugiesischen Kolonialherren, die der „Krieg der Verrückten“ (portugiesisch guerra de loucos, auch guerra dos doidos) genannt wurde. Eine „Prophetin“ hatte den Kriegern verkündet, dass die Ahnen sie unterstützen würden, um das Joch der Fremden abzuschütteln. Die Krieger hielten sich für unverwundbar. Die Rebellion wurde von Gouverneur João Baptista Vieira Godinho (1785 bis 1788) mit Hilfe von Viqueque niedergeschlagen.
1868 unterstützte Luca mit Truppen die portugiesischen Kolonialherren bei der Niederschlagung der Rebellion in Cowa. Im April 1896 schloss Luca mit Portugal einen schriftlichen Vertrag über seinen Vasallenstatus.
1982 wurden die Einwohner von Uma Tolu von den indonesischen Besatzern erst nach Dilor und dann nach Uma Lor zwangsdeportiert.
Im März 2021 verursachten schwere Regenfälle in Uma Boot Überschwemmungen von bis zu drei Meter Höhe. 24 Häuser wurden zerstört. Die Bewohner verloren alle ihre Habe und mussten in der Grundschule Zuflucht suchen.

## Politik
Bei den Wahlen von 2004/2005 wurde Francisco A. F. A. Guterres zum Chefe de Suco gewählt und 2009 in seinem Amt bestätigt. Bei den Wahlen 2016 gewann Private A. Amaral Guterres.

## Persönlichkeiten
- Isabel Guterres (* 1958), osttimoresische Politikerin[24]